# Астрагал густоветвистый
Астрага́л густоветвистый (лат. Astragálus piletocladus) — вид кустарников из рода Астрагал (Astragalus) семейства Бобовые (Fabaceae).

## Распространение и экология
Ареал вида охватывает горные районы Туркменистана (восточный и центральный Копетдаг). Возможно распространение в прилегающих частях Ирана. Эндемик.
Произрастает на щебнистых участках с разреженным растительным покровом, горных каменистых склонах и щебнистых осыпях, на высотах в 1000—1400 м над уровнем моря, реже выше.

## Биологическое описание
Кустарник высотой до 1 м, в верхней части рыхловетвистый. Корень стержневой, многоглавый, маловетвистый.
Стебли прямостоячие или приподнимающиеся с развитыми или укороченными междоузлиями, в верхней части ветвистые. Ветви многочисленные, толстые, более менее длинные или укороченные, торчащие, густо покрыты почти горизонтально отогнутыми колючками длиной (2) 3—3,5 см.
Прилистники яйцевидные, длиной около 0,8—1 см, беловойлочные, на верхушке тонко-заострённые, плотные, твёрдые; покрывают ветви и черепитчато налегают друг на друга. Листья очерёдные, парноперистые, с колючей верхушкой. Листочки 6—8(10)-парные, короче черешковой колючки, ланцетные или ланцетно-продолговатые, длиной 2—5 мм, шириной 1—2 мм, желобчато-сложенные, с двух сторон коротко-шерстистые, беловатые или зеленоватые. Черешки листьев колючие, в процессе роста твердеющие и остающиеся вместе с прилистниками па старых ветвях.
Прицветники линейные, на верхушке мохнатые. Цветки по два в пазухе листьев, расположены по всей длине годовалой ветви, в виде удлинённого колосовидного соцветия шириной около 1—1,5 см. Чашечка длиной 5—7 мм, почти до основания шерстистая от коротких белых волосков, с зубцами, равными половине конической трубки; при плодах чашечка обычно разрывается до основания. Венчик бледно-жёлтый, с фиолетовыми жилками на флаге, длиной 8—10 мм. Пластинка паруса шириной около 2 мм, в два — три раза короче расширенного ноготка; крылья длиной 7—8 мм, с ланцетной пластинкой, в полтора раза короче ноготка; лодочка длиной 7—8 мм, с яйцевидной пластинкой, раза в два короче ноготка. Тычинки двубратственные, в числе десяти, из них девять сросшихся, десятая свободная. Пестик с верхней сидячей завязью. Завязь яйцевидная, волосистая, с волосистым в нижней части нитевидным столбиком. Цветёт в июне — июле.
Бобы яйцевидные, волосистые, длиной около 4 см, шириной 1,5 см, односемянный, нераскрывающийся, покрытый густыми волосками. Плодоносит в июле — сентябре.

## Растительное сырьё

### Заготовка
Для лечебных целей используют камедь, иногда — корни растения.
Для промышленной заготовки камеди делают подсочку ветвей. Лучшее время подсочки — период, предшествующий цветению. Камедь, выступающая в виде вязкой массы, застывает в твёрдые куски. Через 5—6 дней после подсочки камедь собирают и сортируют по окраске: белые сорта идут для нужд фармацевтической промышленности, жёлтые и бурые — для технических целей.

### Химический состав
Камедь состоит в основном из бассорина (60—70 %) и арабина (8—10 %), тритерпеновых сапонинов, флавоноидов (кверцетин, кемпферол, изорамнетин и др.), стероидов, кумаринов, витаминов, слизистых и красящих веществ, органических кислот, минеральных солей, микроэлементов: большое количество железа, кальций, фосфор, магний, натрий. Имеется также кремний, марганец и др. Астрагал избирательно накапливает селен.

### Фармакологические свойства
Обладает гипотензивным, мочегонным и успокаивающим действиями, улучшает деятельность сердца, расширяет сосуды сердца и почек.

## Значение и применение
Трагакантовая камедь (Gummi Tragacanthac) известна с древних времен. Её применяли Теофраст и Диоскорид, она использовалась арабскими врачами и была завезена в Европу в Средние века.
Камедь непосредственного применения в медицине не имеет, однако она используется в фармацевтической промышленности в качестве связывающего вещества при изготовлении эмульсий, таблеток и пилюль. Чаще всего она используется в косметике для приготовления эмульсий, в кондитерской промышленности, а также в текстильной промышленности для закрепления красок.

## Таксономия
Вид Астрагал густоветвистый входит в род Астрагал (Astragalus) трибы Galegeae подсемейства Мотыльковые (Faboideae) семейства Бобовые (Fabaceae) порядка Бобовоцветные (Fabales).
На сайте GRIN считается синонимом вида Astragalus pulvinatus Bunge.
|  |                                      |  |                                                             |                                                             |                   |  | ещё 3 семейства (согласно Системе APG II) | ещё 3 семейства (согласно Системе APG II) |                          |  |  |  | ещё 27 триб                 | ещё 27 триб        |  |  |  |  | ещё более 1600 видов | ещё более 1600 видов |
|  |                                      |  |                                                             |                                                             |                   |  | ещё 3 семейства (согласно Системе APG II) | ещё 3 семейства (согласно Системе APG II) |                          |  |  |  | ещё 27 триб                 | ещё 27 триб        |  |  |  |  | ещё более 1600 видов | ещё более 1600 видов |
|  |                                      |  |                                                             | порядок Бобовоцветные                                       |                   |  |                                           |                                           | подсемейство Мотыльковые |  |  |  |                             | род Астрагал       |  |  |  |  |                      |                      |
|  |                                      |  |                                                             | порядок Бобовоцветные                                       |                   |  |                                           |                                           | подсемейство Мотыльковые |  |  |  |                             | род Астрагал       |  |  |  |  |                      |                      |
|  | отдел Цветковые, или Покрытосеменные |  |                                                             |                                                             | семейство Бобовые |  |                                           |                                           | триба Galegeae           |  |  |  | вид Астрагал густоветвистый |                    |  |  |  |  |                      |                      |
|  | отдел Цветковые, или Покрытосеменные |  |                                                             |                                                             |                   |  |                                           |                                           |                          |  |  |  |                             |                    |  |  |  |  |                      |                      |
|  |                                      |  | ещё 44 порядка цветковых растений (согласно Системе APG II) | ещё 44 порядка цветковых растений (согласно Системе APG II) |                   |  |                                           | ещё 2 подсемейства                        | ещё 2 подсемейства       |  |  |  | ещё около 22 родов          | ещё около 22 родов |  |  |  |  |                      |                      |
|  |                                      |  |                                                             | ещё 44 порядка цветковых растений (согласно Системе APG II) |                   |  |                                           |                                           | ещё 2 подсемейства       |  |  |  |                             | ещё около 22 родов |  |  |  |  |                      |                      |